# Axel-Johnson-Klasse
Die Axel-Johnson-Klasse war eine aus fünf Schiffen bestehende Schiffsklasse.
Die Schiffe wurden bei Wärtsilä Turku Werft für die Reederei Ab Nordstjernan gebaut und zwischen 1969 und 1971 angeliefert. Alle Schiffe wurden 1985 und 1986 verkauft. Drei der Schiffe, die Axel Johnson, die Annie Johnson und die Margareth Johnson wurden an Regency Cruises verkauft und sollten zu Kreuzfahrtschiffen umgebaut werden. Während die Margareth Johnson 1987 verschrottet wurde, wurden ihre beiden Schwesterschiffe umgebaut und kamen für Costa Crociere in Fahrt.
Maschinenanlagen der Margaret Johnson wurden ausgebaut und für die nach einem Brand beschädigte Regent Star verwendet.

## Übersicht
| Schiffsname      | Baunummer | IMO-Nummer | Ablieferung       | Spätere Umbenennungen und Verbleib |
| ---------------- | --------- | ---------- | ----------------- | --- |
| Axel Johnson     | 1169      | 6910544    | 14. Juni 1969     | 1986 → Regent Sun, 1987 → Italia, 1988 → Costa Marina, 2011 → Harmony Princess, 2011 → Club Harmony, 2014 → Verschrottung in Alang, Indien |
| Annie Johnson    | 1170      | 6916885    | 4. Dezember 1969  | August 1986 → Regent Moon, Mai 1988 → Alexandra, November 1992 → Costa Allegra, September 2012 → Santa Cruise, 2012 in Aliağa verschrottet |
| Margaret Johnson | 1171      | 6929258    | 12. März 1970     | November 1986 → Regent Sky, 1987 → In Aliağa verschrottet                                                                                  |
| San Francisco    | 1172      | 7013616    | 8. August 1970    | 1986 → Diego, 1994 → MSC Diego, Juli 1998 → MSC Camille, November 2007 → Vanilla, Dezember 2007 → Abbruch in Alang                         |
| Antonia Johnson  | 1173      | 7120342    | 30. Dezember 1971 | 21. März 1985 → Regina D., Mai 1994 → MSC Regina, Februar 1992 → MSC Giovanna, Ab 2. März 1999 in Alang verschrottet                       |